# Bäckmyrkullen
Bäckmyrkullen är ett naturreservat i Åsele kommun i Västerbottens län.
Området är naturskyddat sedan 1995 och är 57 hektar stort. Reservatet omfattar Bäckmyrkulles topp, syd, öst och västsluttningar samt mindre våtmarker nedanför. Reservatet består av granskog.